# Toquí tricolor
El toquí tricolor (Atlapetes tricolor) és un ocell de la família dels passerèl·lids (Passerellidae).

## Descripció
És un ocell més aviat gros, de color grogós per sota i marró fosc per sobre amb una coroneta groga o bruna. No presenta dimorfisme sexual. Es pot confondre amb el toquí pitgroc però aquest es troba a elevacions més altes i té una capçada vermellosa més brillant. Pot anar en parelles o grups reduïts alimentant-se als nivells inferiors del bosc de muntanya, zones limítrofes i bardisses, sovint enfilant-se al voltant d'un parell de metres del terra. Es troba entre els 600 i els 2.500 m.

## Hàbitat i distribució
Habita la selva humida localitzada als vessants andins del centre del Perú (La Libertad i Junín)

## Taxonomia
De les autoritats més importants, només eBird/Clements i Howard and Moore consideren que té una subespècie, l'Atlapetes tricolor crassus, la resta consideren que aquesta última és en sí una espècie, l'Atlapetes crassus.
La subespècie A. t. crassus de vegades es considera una espècie completa, el pinyol del pinzell de Choco (Atlapetes crassus).